# Триброде
Триброде је насеље у Србији у општини Велико Градиште у Браничевском округу. Према попису из 2022. било је 377 становника.

## Демографија
У насељу Триброде живи 428 пунолетних становника, а просечна старост становништва износи 43,9 година (42,8 код мушкараца и 45,1 код жена). У насељу има 111 домаћинстава, а просечан број чланова по домаћинству је 4,70. Према подацима из 2011.
Ово насеље је великим делом насељено Србима (према попису из 2002. године), а у последња три пописа, примећен је пад у броју становника.
|  |

| Демографија | Демографија | Демографија |
| Година      | Становника  | Становника  |
| ----------- | ----------- | ----------- |
| 1948.       | 810         |             |
| 1953.       | 821         |             |
| 1961.       | 789         |             |
| 1971.       | 725         |             |
| 1981.       | 707         |             |
| 1991.       | 655         | 599         |
| 2002.       | 522         | 585         |
| 2011.       | 457         |             |
| 2022.       | 377         |             |

| Етнички састав према попису из 2002.‍ | Етнички састав према попису из 2002.‍ | Етнички састав према попису из 2002.‍ | Етнички састав према попису из 2002.‍ | Етнички састав према попису из 2002.‍ |
| ------------------------------------ | ------------------------------------ | ------------------------------------ | ------------------------------------ | ------------------------------------ |
|                                      |                                      |                                      |                                      |                                      |
| Срби                                 | Срби                                 |                                      | 511                                  | 97,89%                               |
| Румуни                               | Румуни                               |                                      | 7                                    | 1,34%                                |
| Муслимани                            | Муслимани                            |                                      | 1                                    | 0,19%                                |
| непознато                            | непознато                            |                                      | 3                                    | 0,57%                                |

| Година пописа     | 1948. | 1953. | 1961. | 1971. | 1981. | 1991. | 2002. |
| ----------------- | ----- | ----- | ----- | ----- | ----- | ----- | ----- |
| Број домаћинстава | 152   | 154   | 163   | 144   | 136   | 136   | 111   |

| Број чланова      | 1  | 2  | 3 | 4  | 5  | 6  | 7  | 8  | 9 | 10 и више | Просек |
| ----------------- | -- | -- | - | -- | -- | -- | -- | -- | - | --------- | ------ |
| Број домаћинстава | 13 | 13 | 9 | 13 | 18 | 14 | 19 | 11 | 1 | 0         | 4,70   |

| Пол    | Укупно | Неожењен/Неудата | Ожењен/Удата | Удовац/Удовица | Разведен/Разведена | Непознато |
| ------ | ------ | ---------------- | ------------ | -------------- | ------------------ | --------- |
| Мушки  | 220    | 43               | 146          | 26             | 5                  | 0         |
| Женски | 229    | 22               | 149          | 46             | 11                 | 1         |
| УКУПНО | 449    | 65               | 295          | 72             | 16                 | 1         |

| Пол    | Укупно                    | Пољопривреда, лов и шумарство | Рибарство                            | Вађење руде и камена | Прерађивачка индустрија       |
| ------ | ------------------------- | ----------------------------- | ------------------------------------ | -------------------- | ----------------------------- |
| Мушки  | 141                       | 127                           | 0                                    | 0                    | 2                             |
| Женски | 100                       | 90                            | 0                                    | 0                    | 7                             |
| УКУПНО | 241                       | 217                           | 0                                    | 0                    | 9                             |
| Пол    | Производња и снабдевање   | Грађевинарство                | Трговина                             | Хотели и ресторани   | Саобраћај, складиштење и везе |
| Мушки  | 0                         | 5                             | 2                                    | 0                    | 1                             |
| Женски | 0                         | 0                             | 2                                    | 0                    | 0                             |
| УКУПНО | 0                         | 5                             | 4                                    | 0                    | 1                             |
| Пол    | Финансијско посредовање   | Некретнине                    | Државна управа и одбрана             | Образовање           | Здравствени и социјални рад   |
| Мушки  | 0                         | 0                             | 2                                    | 1                    | 0                             |
| Женски | 0                         | 0                             | 1                                    | 0                    | 0                             |
| УКУПНО | 0                         | 0                             | 3                                    | 1                    | 0                             |
| Пол    | Остале услужне активности | Приватна домаћинства          | Екстериторијалне организације и тела | Непознато            | Непознато                     |
| Мушки  | 0                         | 0                             | 0                                    | 1                    | 1                             |
| Женски | 0                         | 0                             | 0                                    | 0                    | 0                             |
| УКУПНО | 0                         | 0                             | 0                                    | 1                    | 1                             |